# Vernet (Alto Garona)
 Vernet  es una población y comuna francesa, en la región de Mediodía-Pirineos, departamento de Alto Garona, en el distrito de Muret y cantón de Auterive.
También se usa la forma Le Vernet.

## Demografía
| 842 | 1023 | 1272 | 1715 | 2015 | 1895 |
| Para los censos de 1962 a 1999 la población legal corresponde a la población sin duplicidades (Fuente: INSEE [Consultar]) |      |      |      |      |      |